# Sudrheimsætta
Sudrheimsætta fue un clan familiar de Sørum, reino de Romerike durante la Era vikinga en Noruega. La dinastía estaba vinculada a los Ynglings, por lo tanto con Harald I de Noruega y el legendario Ragnar Lodbrok. Hacia 1100 aparecen numerosos registros de su influencia y apoyo a la corona noruega, que llegaba hasta remotos enclaves de la región al margen de Sørum. Su poder llegó a su máximo apogeo en el siglo XIV con amplias posesiones de tierras y vínculos con otras influyentes familias como los Bjarkøyætta de Hålogaland.